# Ą
Cette page contient des caractères spéciaux ou non latins. S’ils s’affichent mal (▯, ?, etc.), consultez la page d’aide Unicode.
Ą (minuscule : ą), ou A ogonek, est une lettre latine utilisée dans l’écriture de langues d’Afrique comme le kpèllè de Guinée, d’Amérique du Nord comme l’apache occidental, le chipewyan, le chiricahua, le creek, le gwich’in, le han, le kaska, le navajo, le mescalero, l’otomi de la sierra, le sekani, le tagish, le tlingit, le tutchone du Nord, le tutchone du Sud, le winnebago, le zapotèque de la Sierra de Juárez, d’Amérique du Sud comme l’inapari, d’Europe comme le dalécarlien, le kachoube, le lituanien, le polonais, d’Océanie comme le dadibi.
Elle est composée de la lettre A diacritée d’un ogonek. 

## Utilisation

L’ogonek est généralement rattaché à droite dans les langues européennes, mais est parfois centré sur le A dans certains documents en langues amérindiennes.

La lettre A ogonek représente en général le même son que la lettre ‹ A › mais nasalisé.

### Polonais

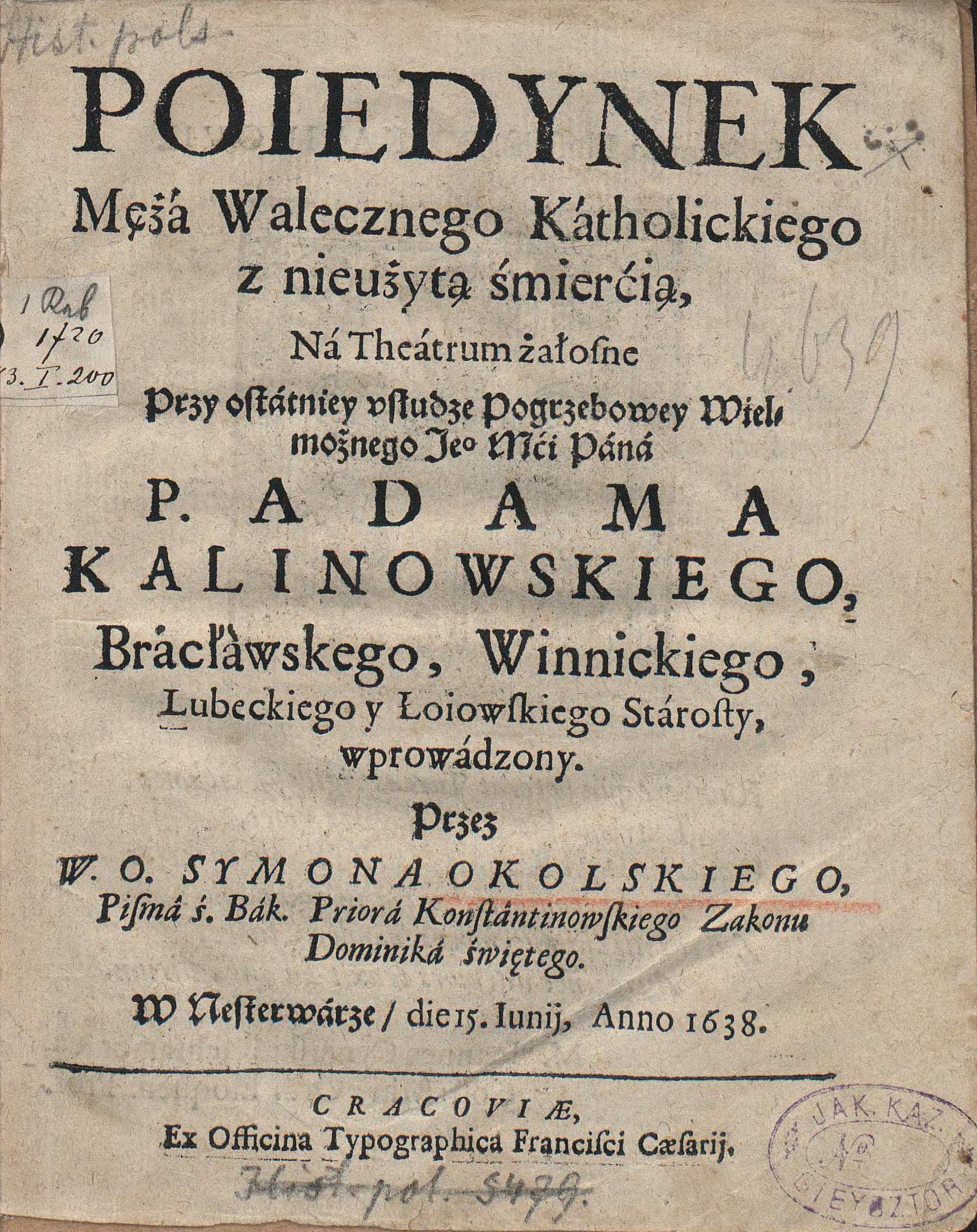
Livre de Szymon Okolski publié en 1638 avec une forme archaïque du a ogonek ou e ogonek : a barre oblique et e barre oblique.

En polonais, ‹ ą › représente une voyelle nasale parfois transcrite /ɔ̃/, mais il s’agit en réalité d’une diphtongue dont la prononciation est plus proche de [ɔw̃]. Avant une occlusive ou une affriquée, elle se prononce [ɔ] suivi d’une consonne nasale ; avant Ł, elle perd sa nasalisation : robią [ˈrɔbjɔw̃] (« ils font ») , oglądając [ɔɡlɔnˈdajɔnt͡s] (« en regardant »), ząb [zɔmp] (« dent »), wziął [vʑɔw] (« il a pris »).

### Lituanien
En lituanien, Ą est la 2e lettre de l’alphabet, située entre A et B. Cette lettre représentait une voyelle nasale, mais aujourd’hui elle se prononce /aː/.

### Kpèllé
En Guinée, la traduction kpèllé de la Bible de l’Alliance biblique en Guinée, Yálá laawoo hɛɓɛ, utilise le a ogonek ‹ ą ›.

## Représentations informatiques
Le A ogonek peut être représenté avec les caractères Unicode suivants
- précomposé (supplément latin-1) :

| forme     | représentation | chaîne de caractères | point de code | description                      |
| --------- | -------------- | -------------------- | ------------- | -------------------------------- |
| capitale  | Ą              | Ą                    | U+0104        | lettre majuscule latine a ogonek |
| minuscule | ą              | ą                    | U+0105        | lettre minuscule latine a ogonek |

- décomposé (latin de base, diacritiques) :

| forme     | représentation | chaîne de caractères | point de code | description                                  |
| --------- | -------------- | -------------------- | ------------- | -------------------------------------------- |
| capitale  | Ą              | A◌̨                   | U+0041 U+0328 | lettre majuscule latine a diacritique ogonek |
| minuscule | ą              | a◌̨                   | U+0061 U+0328 | lettre minuscule latine a diacritique ogonek |

Des anciens codages permettent aussi de le représenter :
- ISO/CEI 8859-1, 4, 10 :
  - capitale Ą : A1
  - minuscule ą : B1
- ISO/CEI 8859-13 :
  - capitale Ą : C0
  - minuscule ą : E0
- ISO/CEI 8859-16 :
  - capitale Ą : A1
  - minuscule ą : A2